# York—Simcoe
Pour les articles homonymes, voir York (homonymie) et Simcoe (homonymie).
Pour la circonscription provinciale, voir York—Simcoe (circonscription provinciale).
Circonscription électorale fédérale du Canada
York—Simcoe  est une ancienne circonscription électorale fédérale fédérale canadienne située en Ontario.

## Géographie
La circonscription au nord de Toronto englobait une région au sud du lac Simcoe, se constituant des villes d'East Gwillimbury, Georgina et Bradford West Gwillimbury, d'une partie du canton de Simcoe et de la réserve indienne de Chippewas of Georgina Island First Nation.
Les circonscriptions limitrophes étaient Pickering—Uxbridge, Barrie—Innisfil, Newmarket—Aurora, King—Vaughan, Markham—Stouffville, Simcoe—Grey et Haliburton—Kawartha Lakes—Brock.

## Historique
La circonscription de York–Simcoe est créée en 1966 avec des parties de Dufferin—Simcoe et de York-Nord. Abolie en 1976, elle est redistribuée parmi Simcoe-Sud, York-Nord et York—Peel. Recrée en 1987 avec des parties de Simcoe-Sud, Victoria—Haliburton, Wellington—Dufferin—Simcoe et York—Peel, elle est à nouveau abolie en 1996 et redistribuée parmi Barrie—Simcoe, Simcoe—Grey et York-Nord. Elle est créée une troisième fois en 2003 à partir de Barrie—Simcoe—Bradford, Simcoe—Grey et York-Nord.
À la suite du découpage de la carte électorale de 2022-2023, la circonscription est abolie et redistribuée dans les circonscriptions de King—Vaughan, New Tecumseth—Gwillimbury et York—Durham.
| Législature                                                                         | Années    | Député            | Parti | Parti                     |
| ----------------------------------------------------------------------------------- | --------- | ----------------- | ----- | ------------------------- |
| York—Simcoe issue de Dufferin—Simcoe et York-Nord                                   |           |                   |       |                           |
| 28e                                                                                 | 1968–1972 | John Roberts      |       | Libéral                   |
| 29e                                                                                 | 1972–1974 | Sinclair Stevens  |       | Progressiste-conservateur |
| 30e                                                                                 | 1974–1979 | Sinclair Stevens  |       | Progressiste-conservateur |
| Redistribuée parmi Simcoe-Sud, York-Nord et York—Peel                               |           |                   |       |                           |
| Recréée de Simcoe-Sud, Victoria—Haliburton, Wellington—Dufferin—Simcoe et York—Peel |           |                   |       |                           |
| 34e                                                                                 | 1988–1993 | John E. Cole      |       | Progressiste-conservateur |
| 35e                                                                                 | 1993–1997 | Karen Kraft Sloan |       | Libéral                   |
| Redistribuée parmi Barrie—Simcoe, Simcoe—Grey et York-Nord                          |           |                   |       |                           |
| Recréée de Barrie—Simcoe, Simcoe—Grey et York-Nord                                  |           |                   |       |                           |
| 38e                                                                                 | 2004–2006 | Peter Van Loan    |       | Conservateur              |
| 39e                                                                                 | 2006–2008 | Peter Van Loan    |       | Conservateur              |
| 40e                                                                                 | 2008–2011 | Peter Van Loan    |       | Conservateur              |
| 41e                                                                                 | 2011–2015 | Peter Van Loan    |       | Conservateur              |
| 42e                                                                                 | 2015–2019 | Peter Van Loan    |       | Conservateur              |
| 42e                                                                                 | 2019-2019 | Scot Davidson     |       | Conservateur              |
| 43e                                                                                 | 2019–2021 | Scot Davidson     |       | Conservateur              |
| 44e                                                                                 | 2021–2025 | Scot Davidson     |       | Conservateur              |
| dissoute dans King—Vaughan, New Tecumseth—Gwillimbury et York—Durham                |           |                   |       |                           |